# Волков, Алексей Андреевич (камердинер)
Алексей Андреевич Волков (1859, Староюрьево, Тамбовская губерния — 27 февраля 1929, Тарту) — камердинер императрицы Александры Фёдоровны. После отречения Николая II добровольно последовал с царской семьёй в ссылку. В Екатеринбурге был арестован ЧК. Был приговорён к казни в Перми, как заложник в рамках красного террора, но сбежал с места казни. Давал свидетельские показания в деле об убийстве царской семьи. Эмигрировал из России. Автор мемуаров.

## Биография
Из крестьян. Был призван в Русскую императорскую армию — сначала в лейб-гвардии Павловский полк, а затем — в Сводно-Гвардейский батальон. В 1884 году в Петергофе в должности старшего унтер-офицера батальона обучал военному строю наследника цесаревича Николая Александровича — с того времени и стал лично знаком будущему Всероссийскому императору. Осенью 1886 года, по прошествии пяти лет службы в Армии, поступил на службу заведующим гардеробом к великому князю Павлу Александровичу.
Благодаря службе при Павле Александровиче присутствовал на помолвке весной 1894 года в Кобурге будущего императора Николая II с принцессой Гессен-Дармштадтской — Алисой: было объявлено о свадьбе брата принцессы Алисы герцога Эрнеста-Людвига Гессенского и официально Николай Александрович и великие князья отправились на эту свадьбу в качестве гостей, фактически же наследник российского престола отправился в Германию просить руки и сердца своей возлюбленной. Во время пребывания в Кобурге Волков познакомился с будущей императрицей лично — он доставил ей дорогостоящий подарок от Павла Александровича.
После того как Павел Александрович овдовел и вопреки монаршей воли вторично женился морганатическим браком, Николай II лишил его государственного содержания, воинских званий и прочего. Павлу Александровичу пришлось расформировать собственный двор великого князя и Волков был выведен за штат, при этом ему была назначена пенсия в размере 25 рублей в месяц и предоставлено для жительства казённое помещение в Петербурге на Алексеевской улице. Вскоре, по протекции великого князя Сергея Александровича, Волков был вновь принят на службу в придворное ведомство вице-гоф-фурьером Николая II.
После того, как Николай II принял должность Верховного главнокомандующего и бо́льшую часть времени проводил в Могилёве в Ставке, Волков был назначен состоять в должности камердинера при супруге государя Александре Фёдоровне. Опровергая слухи о связях Г. Е. Распутина с императрицей, Волков вспоминал, что за всё время его службы лично у Александры Фёдоровны, когда ни один из посетителей не мог пройти к царице без уведомления её камердинера об этом, Распутин был у неё лишь несколько раз, причём каждый раз в присутствии царя или детей и его визиты не длились более 10 минут.
По воспоминаниям самого Волкова, зимой 1916—1917 годов, в бытность А. Д. Протопопова министром внутренних дел Российской империи, Волков был связующим звеном между Протопоповым и императрицей, которой Протопопов передавал из Петрограда в Царское Село секретные телефонограммы о положении дел в столице — эти телефонограммы принимал Волков и докладывал их содержание Александре Фёдоровне.
После Февральской революции добровольно остался в Царском Селе при семье отрекшегося императора и, наравне с ними, был подвергнут тюремному режиму. Волков вспоминал, что после прибытия царского поезда в Царское Село 23 марта 1917 года, прямо из поезда бежали чины свиты — герцог Лейхтенбергский, генерал Нарышкин, адъютант императора Мордвинов — чтобы уже более не появиться около отрекшегося императора. 1 августа 1917 года добровольно последовал с царской семьёй в ссылку в Тобольск. Волков писал, что до большевистского переворота, во время пребывания царской семьи под арестом в Царском Селе и в Тобольске, поступки караула, доставлявшие неприятные моменты для арестованных, происходили не от злых намерений караульных, а из-за неведения правил этикета и невоспитанности последних.
Весной 1918 года царскую семью и всех лиц, при ней состоящих, перевели на солдатский паёк. Сосланные и их караул были не готовы к такому повороту событий, им пришлось покупать все жизненные припасы за собственные средства, которых не хватало. Начальник караула Е. Г. Кобылинский первое время умудрялся получать кредиты на содержание арестантов и караула, однако с течением месяцев после прихода к власти большевиков кредиты давали всё неохотнее. Тогда сами сосланные решили сократить штат прислуги. Уволенным заплатили жалованье за два месяца вперёд и оплатили проезд до мест их проживания. Оставшимся предложили делать отчисления из своего жалованья. Все без исключения согласились на это: кто в размере целого, кто половины жалованья. Уже на третий день после этого кое-кто из отпущенных служащих уехал. Другие некоторое время оставались в Тобольске.
Сопровождал царских детей при перемещении их из Тобольска в Екатеринбург. По прибытии в Екатеринбург, прямо на железнодорожном вокзале в числе ряда прочих слуг и чинов свиты, был отделён от царских детей и помещён в политическое отделение екатеринбургской тюрьмы. В одной камере с Волковым находились арестованный одновременно с ним генерал свиты И. Л. Татищев и отпущенный со службы в Ипатьевском доме по болезни камердинер государя Т. И. Чемодуров, которого по выходе из Ипатьевского дома комиссары отвезли не на вокзал, а в тюрьму. При эвакуации красного Екатеринбурга был вывезен в Пермь. Волков вспоминал, что на железнодорожный вокзал его и двух других арестантов, также слуг императрицы — А. В. Гендрикову и Е. А. Шнейдер — доставили на извозчиках, причём конвоир надолго ушёл разыскивать арестантский вагон. Была прекрасная возможность для побега, но обе больные женщины, одна из которых была уже немолода, отказались бежать. Оставить их Волков не решился, опасаясь мести женщинам со стороны тюремщиков в случае только его побега. Слуги Александры Фёдоровны ехали в одном арестантском вагоне с сербской принцессой Еленой Петровной и членами миссии сербского посольства (майор Мичич, солдаты Милан Божич и Абрамович, секретарь миссии С. Н. Смирнов), приехавшими вызволить первую из-под ареста, и также арестованными.
Содержался в политическом отделении пермской тюрьмы. В ночь с 3 на 4 сентября 1918 года, без предъявления обвинения, как заложник, в числе группы из 11 заложников (6 женщин и 5 мужчин) был выведен на расстрел, который планировали произвести на полях орошения (ассенизационных полях) на 5-й версте Сибирского тракта. Приговорённым к смерти конвоиры во главе с командиром, одетым в матросскую форму, сказали что ведут их в пересыльную тюрьму. По дороге все арестованные несли сами свои вещи, но, пройдя по шоссе версты четыре, свернули с шоссе к ассенизационным полям, где конвоиры вдруг стали любезно предлагать понести вещи — видимо, каждый из них стремился заранее захватить вещи арестованных, чтобы потом не пришлось делить их с другими. Волков догадавшись, что им уготована смерть, принял решение бежать. Воспользовавшись темнотой и близостью леса, Волков смог убежать от конвоиров, которые стреляли ему вслед, но промахнулись. Уже из леса Волков слышал ружейные залпы — это конвоиры расстреливали оставшихся заложников.
После побега 1½ месяца прятался в близлежащих лесах, пытаясь перейти линию фронта и попасть на территорию, контролируемую антибольшевистскими силами. Бродил по лесам, спал в стогах сена в тёплую погоду, заходил в попадавшиеся по пути деревни, жители которых сочувственно относились к нему и делили с ним кров и хлеб, однажды едва не попал в руки красноармейцев, благополучно перейдя линию фронта, вернулся в белый Екатеринбург, где по Волкову уже были проведены панихиды, так как его считали расстрелянным. Тогда же дал показания члену суда Сергееву, производившему тогда дознание об убийстве царской семьи, после чего вернулся в Тобольск к остававшейся там семье. В сентябре 1919 года в Омске давал показания следователю А. Н. Соколову, продолжившему это расследование.
После эвакуации из Омска зимой 1919—1920 годов прибыл в Харбин, где генерал Д. Л. Хорват помог Волкову устроиться на работу на КВЖД. В 1922 году переехал с семьёй в Эстонию.

## Реабилитация
16 октября 2009 года Генеральная прокуратура Российской Федерации приняла решение о реабилитации 52 приближённых царской семьи, подвергшихся репрессиям, в том числе А. А. Волкова.
Алексей Андреевич Волков скончался в Эстонии 27 февраля 1929 года, в Юрьеве (Тарту). Похоронен на Успенском кладбище, рядом похоронена его вторая жена, Евгения Рейнгольдовна, урожденная фон дер Ховен (1880—1932).

## Сочинения
Находясь в эмиграции, написал воспоминания о своей службе при императорской семье, изданные в 1928 году в Париже. Исследователи оценивали книгу как важный источник информации о пребывании царской семьи в ссылке и о судьбе лиц из числа царского окружения, добровольно последовавших за своими патронами в Сибирь и Екатеринбург. В кратком введении Волков писал: 
«Теперь, оглядываясь назад, я не могу упрекнуть себя в том, что, служа царской семье в её счастливые дни, я отвернулся от неё в дни её бедствий. Сознание этого даёт мне душевный покой. И я буду счастлив, если мои воспоминания помогут восстановить истинный кроткий облик императора Николая Второго и очистить от клеветы и злобы память его супруги и невинных детей».
- Около царской семьи. — Париж, 1928.
- Около царской семьи. — М.: Частная фирма Анкор, 1993. — 224 с. — 100 000 экз. — ISBN 5-85664-064-0-1.

## Семья
Женат (ум. в июне 1922 года). Имел дочь, жившую в Эстонии с мужем, у которых имелась дочь.